# Sōka
Pour les articles ayant des titres homophones, voir Soča, Soca, Socca et Soka.
Sōka (草加市, Sōka-shi) est une ville située dans la préfecture de Saitama, au Japon.

## Géographie

### Situation
Sōka est située dans le sud-est de la préfecture de Saitama, à environ 30 km au nord du centre de Tokyo.

### Démographie
En 2010, la population de la ville de Sōka était de 241 293 habitants répartis sur une superficie de 27,42 km2. Au 1er octobre 2022, elle était de 251 032 habitants.

### Climat
Sōka a un climat subtropical humide caractérisé par des étés chauds et des hivers frais avec peu ou pas de chutes de neige. La température moyenne annuelle à Soka est de 14,9 °C. La pluviométrie annuelle moyenne est de 1 482 mm, septembre étant le mois le plus humide.

### Hydrographie
Sōka est traversée par la rivière Ayase et bordée par la rivière Naka à l'est.

## Histoire
La région de Sōka a été peuplée depuis au moins la fin de la période Yayoi jusqu'au début de la période Kofun, comme en témoignent de nombreux tumulus funéraires trouvés à l'intérieur des frontières de la ville. À l'époque de Nara, la région faisait partie de la province de Musashi. Pendant l'époque d'Edo, la région était sous le contrôle direct du shogunat Tokugawa et Sōka-shuku s'est développée comme station du Nikkō Kaidō à partir de 1630.
Le bourg moderne de Sōka a été créé la 1er avril 1889. Le 1er novembre 1955, Sōka obtient le statut de ville. À la suite de cela, Sōka connait une expansion rapide de la population et de l'urbanisation en raison d'une forte croissance économique alimentée par sa proximité avec Tokyo. En 2004, Sōka obtient le statut de ville spéciale.

## Économie
Les artisans de Sōka sont spécialisés dans la confection des yukata et des senbei.

## Transports
Sōka est desservie par les routes nationales 4 et 298.
La ville est desservie par la ligne Skytree de la compagnie Tōbu.

## Urbanisme
Sōka comprend un unique gratte-ciel, l'Harmoness Tower Matsubara construit en 1999.

## Jumelages
Sōka est jumelée avec :
- Carson (États-Unis) depuis 1979,
- Shōwa (Japon) depuis 1985,
- Anyang (Chine) depuis 1998.